# 1299年
| 千纪： | 2千纪 |
| 世纪： | 12世纪 \| 13世纪 \| 14世纪                                                                                 |
| 年代： | 1260年代 \| 1270年代 \| 1280年代 \| 1290年代 \| 1300年代 \| 1310年代 \| 1320年代                           |
| 年份： | 1294年 \| 1295年 \| 1296年 \| 1297年 \| 1298年 \| 1299年 \| 1300年 \| 1301年 \| 1302年 \| 1303年 \| 1304年 |
| 纪年： | 己亥年（猪年）；元大德三年；越南興隆七年；日本永仁七年，正安元年                                           |

## 大事记
- 伊兒汗國可汗合贊率軍入侵埃及馬木留克王朝，攻下阿勒頗、霍姆斯等城市，兵锋直指耶路撒冷，後被擊退。
- 烏古斯突厥人部落首領奧斯曼加齊正式建立奧斯曼帝国。
- 俄羅斯東正教都主教座從基輔遷至弗拉基米爾。
- 熱那亞共和國與威尼斯共和國在米蘭的斡旋下，簽訂了妥協性的《米蘭和約》，結束了持續5年的交戰狀態。
- 義大利作家魯斯蒂謙正式發表《馬可·波羅遊記》。
- 漢薩同盟控制了里加的商業。
- 7月15日——哈康五世選擇奧斯陸作為舉行加冕禮的城市，此後奧斯陸逐漸取代卑爾根成為挪威首都。

## 出生
- 朱升（1370年逝世，71岁）

## 逝世
- 覺蘇瓦，緬甸蒲甘王朝君主，前任國王那臘底哈勃德的兒子。